# Eisenbahner-Baugenossenschaft
Die 26 Eisenbahner-Baugenossenschaften (EBG) sind anerkannte Selbsthilfeeinrichtungen der Deutschen Bahn AG.

## Geschichte
Die Eisenbahner-Baugenossenschaften entstanden in der Zeit der Wohnungsnot des frühen 20. Jahrhunderts. Eisenbahner sollten durch Erbringung eigener Leistungen vergünstigten Wohnraum in der Nähe ihrer Arbeitsplätze erhalten. Ein Beispiel für eine Eisenbahnersiedlung aus dieser Zeit ist die Siedlung Bahnheim in Kaiserslautern.
Nach dem Zweiten Weltkrieg förderte die Deutsche Bundesbahn die Eisenbahner-Baugenossenschaften, indem sie ihnen Erbbaurechte auf ihren Grundstücken zu vergünstigten Konditionen erteilte; im Gegenzug erwarb die Bundesbahn Belegungsrechte und konnte so die Genossenschaftswohnungen mit Bahnbediensteten belegen. Mit der Bahnreform sind die Belegungsrechte an den Genossenschaftswohnungen auf das Bundeseisenbahnvermögen übergegangen. Heute stehen die Eisenbahner-Baugenossenschaften sämtlichen Personen offen, eine Beschäftigung bei der Bahn ist nicht erforderlich.
Seit der Bahnreform sind zahlreiche ehemalige Eisenbahner-Baugenossenschaften durch Erwerb der Grundstücke und Ablösung der Erbbaurechte aus der betrieblichen Sozialversorgung ausgeschieden. An 26 Eisenbahner-Baugenossenschaften besitzt das Bundeseisenbahnvermögen bis heute Belegungsrechte und kann diese mit Bahnbeamten und Mitarbeitern der Deutschen Bahn AG belegen.

## Liste von Eisenbahner-Baugenossenschaften
- Baugenossenschaft Amberg

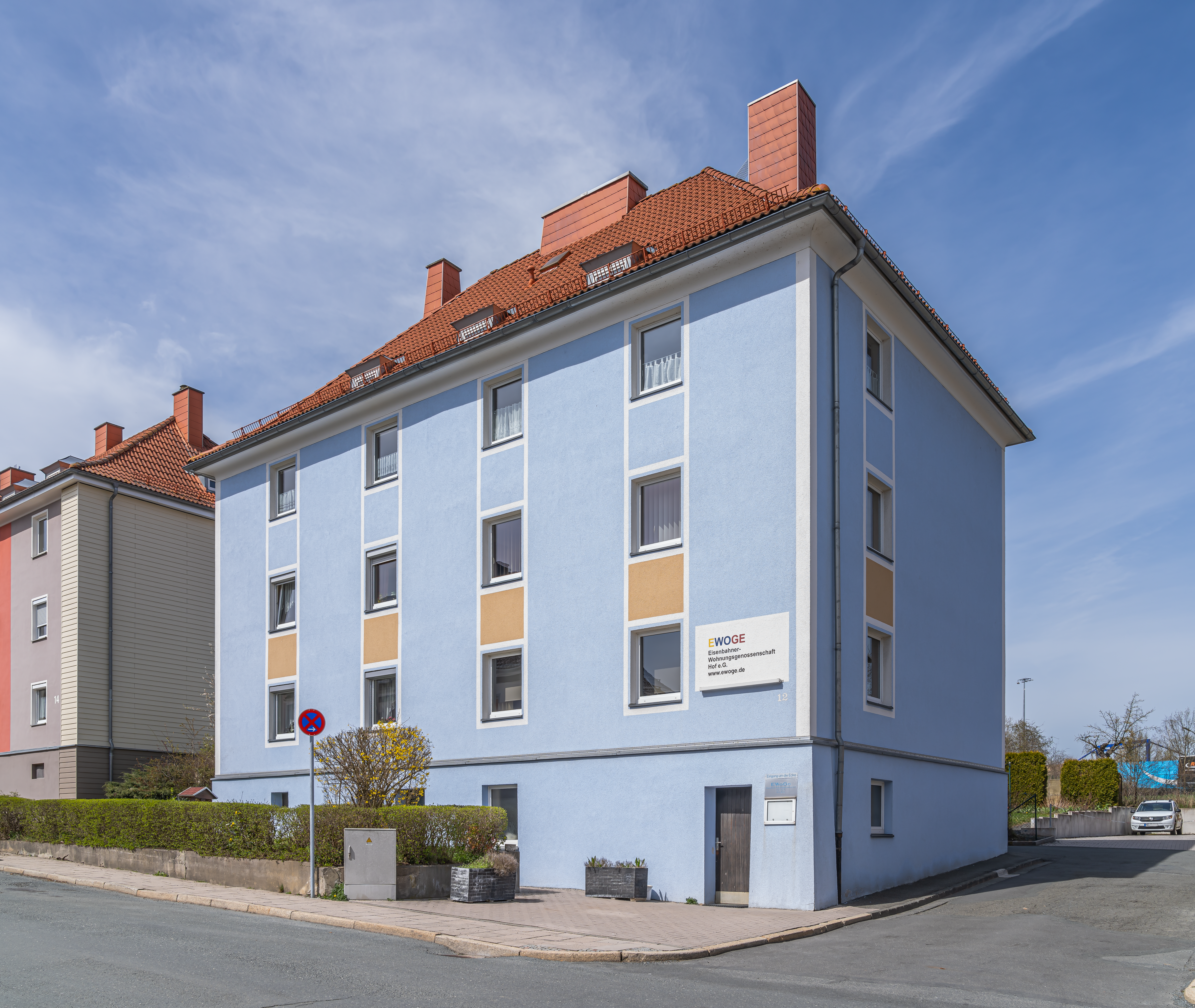
Die Eisenbahner-Wohnungsgenossenschaft in Hof

- Wohnungsgenossenschaft der Eisenbahner Ansbach
- Baugenossenschaft der Verkehrsangehörigen, Aschaffenburg
- Wohnungsgenossenschaft der Eisenbahner Schwaben, Augsburg
- Eisenbahner-Bauverein Düsseldorf
- Frankfurter Eisenbahnsiedlungsverein
- Eisenbahner-Wohnungsgenossenschaft Hagen
- Eisenbahner-Wohnungsgenossenschaft Hof
- Baugenossenschaft Ingolstadt Hbf
- Baugenossenschaft Bahnheim, Kaiserslautern
- Wohnungsbaugenossenschaft 1946 Kassel
- Baugenossenschaft des Verkehrspersonals München 1898
- Baugenossenschaft der Verkehrsbeamten Obermenzing, München
- Baugenossenschaft München-West des Eisenbahnpersonals
- Baugenossenschaft Reichsbahnwerk Freimann, München
- Eisenbahner Baugenossenschaft München Hauptbahnhof
- Eisenbahner Baugenossenschaft München Ost Rangierbahnhof
- Eisenbahner Baugenossenschaft München-Pasing
- Baugenossenschaft des Eisenbahnerpersonals Nürnberg und Umgebung
- Baugenossenschaft des Verkehrspersonals Rosenheim
- Eisenbahner-Wohnungsgenossenschaft Schwerte
- Wohnungsgenossenschaft Südwestfalen Siegen
- Landes-Bau-Genossenschaft Württemberg, Stuttgart
- Wohnungsgenossenschaft Witten-Mitte
- Eisenbahn-Bauverein Elberfeld, Wuppertal
- Baugenossenschaft für Eisenbahner Würzburg